# Уровци
Уровци су насеље у градској општини Обреновац у граду Београду. Према попису из 2022. било је 1320 становника.
Село је било преплављено у априлу 1924, посетио га је краљ Александар.

## Демографија
У насељу Уровци живи 1198 пунолетних становника, а просечна старост становништва износи 38,6 година (37,6 код мушкараца и 39,6 код жена). У насељу има 502 домаћинства, а просечан број чланова по домаћинству је 3,07.
Ово насеље је великим делом насељено Србима (према попису из 2002. године), а у последња три пописа, примећен је пад у броју становника.
|  |

| Демографија | Демографија | Демографија |
| Година      | Становника  | Становника  |
| ----------- | ----------- | ----------- |
| 1948.       | 1.350       |             |
| 1953.       | 1.306       |             |
| 1961.       | 1.391       |             |
| 1971.       | 1.501       |             |
| 1981.       | 1.679       |             |
| 1991.       | 1.618       | 1.588       |
| 2002.       | 1.540       | 1.581       |

| Етнички састав према попису из 2002.‍ | Етнички састав према попису из 2002.‍ | Етнички састав према попису из 2002.‍ | Етнички састав према попису из 2002.‍ | Етнички састав према попису из 2002.‍ |
| ------------------------------------ | ------------------------------------ | ------------------------------------ | ------------------------------------ | ------------------------------------ |
|                                      |                                      |                                      |                                      |                                      |
| Срби                                 | Срби                                 |                                      | 1.479                                | 96,03%                               |
| Роми                                 | Роми                                 |                                      | 19                                   | 1,23%                                |
| Црногорци                            | Црногорци                            |                                      | 15                                   | 0,97%                                |
| Македонци                            | Македонци                            |                                      | 3                                    | 0,19%                                |
| Хрвати                               | Хрвати                               |                                      | 1                                    | 0,06%                                |
| Украјинци                            | Украјинци                            |                                      | 1                                    | 0,06%                                |
| Муслимани                            | Муслимани                            |                                      | 1                                    | 0,06%                                |
| непознато                            | непознато                            |                                      | 15                                   | 0,97%                                |

| Година пописа     | 1948. | 1953. | 1961. | 1971. | 1981. | 1991. | 2002. |
| ----------------- | ----- | ----- | ----- | ----- | ----- | ----- | ----- |
| Број домаћинстава | 279   | 283   | 368   | 429   | 491   | 476   | 502   |

| Број чланова      | 1   | 2   | 3  | 4   | 5  | 6  | 7  | 8 | 9 | 10 и више | Просек |
| ----------------- | --- | --- | -- | --- | -- | -- | -- | - | - | --------- | ------ |
| Број домаћинстава | 109 | 108 | 91 | 103 | 50 | 26 | 10 | 2 | 0 | 3         | 3,07   |

| Пол    | Укупно | Неожењен/Неудата | Ожењен/Удата | Удовац/Удовица | Разведен/Разведена | Непознато |
| ------ | ------ | ---------------- | ------------ | -------------- | ------------------ | --------- |
| Мушки  | 634    | 209              | 376          | 33             | 16                 | 0         |
| Женски | 615    | 114              | 370          | 113            | 18                 | 0         |
| УКУПНО | 1.249  | 323              | 746          | 146            | 34                 | 0         |

| Пол    | Укупно                    | Пољопривреда, лов и шумарство | Рибарство                            | Вађење руде и камена | Прерађивачка индустрија       |
| ------ | ------------------------- | ----------------------------- | ------------------------------------ | -------------------- | ----------------------------- |
| Мушки  | 366                       | 85                            | 0                                    | 0                    | 81                            |
| Женски | 183                       | 66                            | 0                                    | 0                    | 27                            |
| УКУПНО | 549                       | 151                           | 0                                    | 0                    | 108                           |
| Пол    | Производња и снабдевање   | Грађевинарство                | Трговина                             | Хотели и ресторани   | Саобраћај, складиштење и везе |
| Мушки  | 92                        | 22                            | 45                                   | 3                    | 15                            |
| Женски | 18                        | 1                             | 18                                   | 12                   | 5                             |
| УКУПНО | 110                       | 23                            | 63                                   | 15                   | 20                            |
| Пол    | Финансијско посредовање   | Некретнине                    | Државна управа и одбрана             | Образовање           | Здравствени и социјални рад   |
| Мушки  | 0                         | 2                             | 5                                    | 1                    | 3                             |
| Женски | 0                         | 0                             | 6                                    | 4                    | 19                            |
| УКУПНО | 0                         | 2                             | 11                                   | 5                    | 22                            |
| Пол    | Остале услужне активности | Приватна домаћинства          | Екстериторијалне организације и тела | Непознато            | Непознато                     |
| Мушки  | 10                        | 0                             | 0                                    | 2                    | 2                             |
| Женски | 7                         | 0                             | 0                                    | 0                    | 0                             |
| УКУПНО | 17                        | 0                             | 0                                    | 2                    | 2                             |